# SS Gothic (1893)
SS Gothic byl zaoceánský parník společnosti White Star Line vybudovaný roku 1893 v loděnicích Harland & Wolff v Belfastu. Měl tonáž 7 755 BRT, jeden komín, čtyři stěžně, tři paluby, byl vybaven elektrickým osvětlením a chlazením. Měl 2 šrouby poháněné trojexpanzními parními motory s 6 cylindry o výkonu 700 koní, se kterými dosahoval rychlosti 14 uzlů. Spuštěn na vodu byl 28. června 1893. Sloužil na linkách na Nový Zéland. Měl kajuty pro 104 pasažérů v první a 114 ve třetí třídě.
Na svou první plavbu z Londýna přes Kapské Město do Wellingtonu vyplul 28. prosince 1893. V červnu 1906 shořela na jeho palubě vlna a loď byla poškozena. Musel nouzově zakotvit v Plymouthu. Poté byl přestavěn na emigrantskou loď s čtyřlůžkovými kajutami pro 1800 cestujících ve třetí třídě. Následně ho roku 1908 odkoupila Red Star Line, převedla ho pod belgickou vlajku a přejmenovala na Gothland. Na svou první plavbu z Antverp do New Yorku vyplul 11. července 1908. Mezi lety 1911-13 sloužil znovu pod jménem Gothic a pod anglickou vlajkou na linkách do Nového Zélandu pro White Star Line. 23. dubna 1913 opět sloužil pro Red Star Line. 23. června 1914 najel na útesy Gunnar Rocks, ale podařilo se ho po třech dnech vyprostit a opravit v Southamptonu. Na svou poslední plavbu z Antverp do Philadelphie vyplul v březnu 1925. V listopadu byl prodán a následující rok sešrotován.